# 包袱 (相聲)
包袱指经过细密组织、铺垫，以达到喜剧效果的表演方式。
包袱不等同于笑料。相声演员表演时使用包袱一般是“三番四抖”，是指捧逗之间通过彼此之间的误会和不理解，反复铺垫，制造喜剧气氛的方法。
使用包袱儿须经历繫包袱儿、解包袱儿、抖包袱儿的过程，而包袱一般是生活事实，从而达到使人发笑的作用。